# Aegyptonycteris
Aegyptonycteris — рід вимерлих кажанів пізнього еоцену Північної Африки. Наразі він відомий з одного екземпляра (голотип CGM 83740) із формації Біркет-Карун у Фаюмській западині на заході Єгипту.
Aegyptonycteris відрізняється як великими розмірами, які можна порівняти з більшими сучасними видами кажанів, так і завдяки своїй всеїдності, на відміну від переважно комахоїдних дієт інших еоценових кажанів (і більшості сучасних видів). Це робить його чудовим прикладом раннього видоутворення рукокрилих, які не тільки досягли досить великих розмірів, але й спеціалізувалися на кардинально відмінній екологічній ніші від своїх сучасників.